# Johann Christoph Pfaff

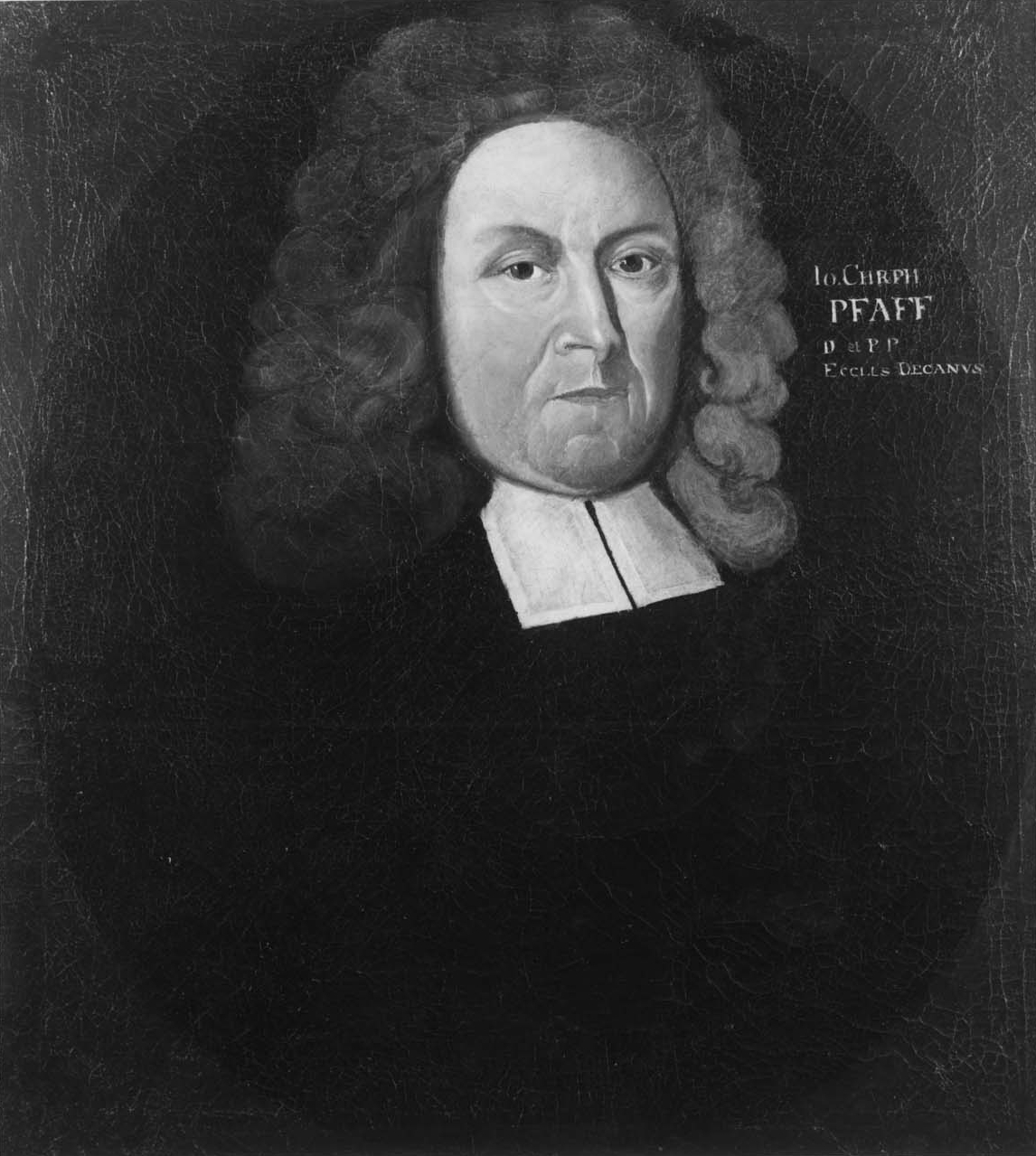
Johann Christoph Pfaff

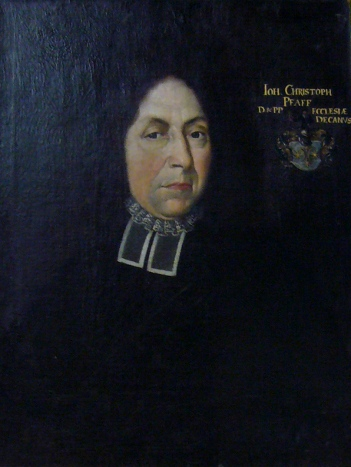
Porträt des Johann Christoph Pfaff auf einem Ölbild eines anonymen Meisters, Bestand der Tübinger Professorengalerie

Johann Christoph Pfaff (* 28. Mai 1651 in Pfullingen, Herzogtum Württemberg; † 6. Februar 1720 in Tübingen, Herzogtum Württemberg) war ein lutherischer Theologe und Dekan der Universität Tübingen.

## Leben
Nach dem Besuch der Klosterschulen in Hirsau und Bebenhausen wurde er 1670 in Tübingen immatrikuliert, 1673 Magister und anschließend für sechs Jahre Repetent. Nach seinem Diakonat 1683 in Urach, 1685 an St. Leonhard in Stuttgart, 1690 an der Tübinger Stiftskirche wurde er 1697 ordentlicher Professor der Philosophie (Logik und Metaphysik), 1699 außerordentlicher Professor der Theologie und 1707 Dekan in Tübingen.

## Familie
Pfaff war mit Anna Maria Aulber, einer Enkelin des schwäbischen Reformators Matthäus Aulber, verheiratet und hinterließ zwei Kinder: Seine Tochter Johanna heiratete den Tübinger Professor Johann Christian Klemm († 1754), sein Sohn Christoph Matthäus Pfaff wurde Kanzler der Universität Tübingen.

## Werke
Pfaffs Hauptthemen waren Erklärung des Alten und Neuen Testaments, Dogmatik und theologische Polemik. Unter anderem veröffentlichte er Dissertationen über das Evangelium Matthäi, Anmerkungen zur Synopse des Tübinger Theologen Theodor Thumm, eine „Sylloge controversiarum“, Abhandlungen de theologia mystica, de ubiquitate, insbesondere aber einen Beweis für die Wahrheit der evangelischen Kirchenlehre aus dem kanonischen Recht („Dogmata Protestantium ex jure canonico comprobata“, 1712).
- Dissertatio Theologica De Christi Exaltatione, Ex Matth. c. XXVIII, Tübingen 1719 (Digitalisat)